# Agathidium varians
Agathidium varians är en skalbaggsart som beskrevs av Beck 1817. Agathidium varians ingår i släktet Agathidium, och familjen mycelbaggar. Arten är reproducerande i Sverige.